# Corymica vitrigera
Corymica vitrigera là một loài bướm đêm trong họ Geometridae.